# 葛利斯436
格利澤436是一顆距離地球33光年，位於獅子座的紅矮星。在2004年，證實有系外行星在軌道上繞行。有跡象顯示在系統中可能有更多低質量的行星，但尚待確認。

## 恆星
由恆星模型估計，這顆恆星的半徑是42%太陽半徑；同一個模型預測表面的溫度大約是3318K 。格利澤436比太陽老數十億年，但他的重元素 (原子量比氦-4大的元素) 豐度只相當於太陽的44%。投影自轉速度低於3公里/秒，並且在色球層只有低程度的磁場活動。
這顆恆星是"老星盤成員"，在銀道座標系的速度是U=+44，V=−20和W=+20公里/秒。

## 行星系
已知有一顆行星環繞著這顆恆星公轉，命名為格利澤436b。這顆行星的軌道週期是2.6地球日，是從地球上以凌日法測量出軌道週期的。它的質量是22.2地球質量，直徑大約是55,000公里，這樣的質量和半徑類似於我們太陽系的冰巨星天王星和海王星。一般情況下，都卜勒光譜測量不能得到行星真實的質量，取而代之的是測量m sin i的乘積，此處m是真實的質量，i是軌道的傾角 ( 視線和行星軌道平面法線的夾角)，但這個數直通常是未知的。但是，對格利澤436b，凌日法可以測量出傾角，顯示這顆行星的軌道平面與視線方向非常接近 (也就是說，傾角接近90度)，因此這個質量很接近真實的質量。這顆行星的外層被認為主要是由氫和氦組成的熱冰，因此稱為"熱海王星"。這顆行星的軌道不是正圓，但是因為潮汐力傾向於在短時間內將軌道正圓化，因此認為格利澤436b受到在軌道上的另一個天體攝動。
| 成員 (依恆星距離) | 质量            | 半長軸 (AU)     | 轨道周期 (天)     | 離心率        | 傾角 | 半径           |
| ----------------- | --------------- | --------------- | ----------------- | ------------- | ---- | -------------- |
| b                 | 0.041 ± 0.05 MJ | 0.0291 ± 0.0004 | 2.64385 ± 0.00009 | 0.150 ± 0.012 | —    | 4.327±0.183 RJ |

### 可能的第二顆行星
在2008年，聲稱發現了第二顆行星，命名為"格利澤436c"，軌道週期為5.2天，軌道半長軸是0.045天文單位，這顆行星的質量大約是5地球質量，半徑大約大於1.5地球半徑。儘管在媒體上宣稱這是已知質量最小的行星，但它仍然比1992年發現，環繞著脈衝星PSR B1257+12的三顆行星的質量還要大。而以其大小，這顆行星被認為是岩石的類地行星 。西班牙的科學家在2008年4月宣稱分析過格利澤436c對格利澤436b軌道的影響。在該系統最大可能配置規則的情形下，進一步的分析顯示內側行星凌的長度沒有改變。此外，如果這些軌道參數是正確的，這個系統在UA的Extrasolar Planet Interactions （页面存档备份，存于）圖表上只有不穩定的軌道。因此，認為"格利澤436c"不太可能存在，並且此一發現在2008年波士頓舉行的行星凌日會議中被撤銷。
儘管撤回了，但研究指出還是存在著有其它行星環繞著格利澤436的可能性。借助在2005年1月11日在NMSU上自動紀錄的一次，被業餘天文學家觀測到，但被忽略的凌日事件，認為格利澤436b的軌道傾角有增加的趨勢，僅管這一趨勢仍未獲得證實。 但這種趨勢與一顆質量少於12地球質量，軌道半徑在0.08AU以內的行星軌道是相容的。這也仍然未被證實。

### UCF 1.01
2012年7月20日美国国家航空航天局宣布，中佛羅里達大學的天文學家使用斯皮策太空望远镜在GJ 436行星系内发现一颗新的行星UCF-1.01，这颗行星仅有地球的2/3大小。是目前发现的所有地外行星中最小的一颗岩石行星。据估计，UCF-1.01距离母星太近，只有0.0185天文單位，公轉周期1.36日，以至于其表面温度接近摄氏600度，很可能是一颗岩浆行星。該團隊的科學家也相信他們發現了第三顆行星存在的證據，目前編號UCF-1.02，質量和體積與UCF-1.01類似。

## 外部連結
- . SolStation company.   [2007-11-28]. （原始内容存档于2021-03-30）.
- . Exoplanets.   [2009-05-20]. （原始内容存档于2012-04-01）.